# Solomon Manashvili
Solomon Manashvili (en georgiano: სოლომონ მანაშვილი; Tiflis, 31 de julio de 2001) es un deportista georgiano que compite en lucha libre. Ganó una medalla de plata en el Campeonato Europeo de Lucha de 2025, en la categoría de 125 kg.

## Palmarés internacional
| Campeonato Europeo | Campeonato Europeo      | Campeonato Europeo | Campeonato Europeo |
| Año                | Lugar                   | Medalla            | Categoría          |
| ------------------ | ----------------------- | ------------------ | ------------------ |
| 2025               | Bratislava (Eslovaquia) | Medalla de plata   | 125 kg             |